# Karl Jaspers
Karl Theodor Jaspers (Oldenburg, 23 de febrer de 1883 – Basilea, 26 de febrer del 1969) fou un psiquiatre i filòsof alemany, especialment reconegut per la seva influència sobre la psiquiatria i la filosofia moderna.
El 1909 es va graduar a la facultat de medicina de la universitat de Heidelberg, on quan hi treballava es va preocupar per la poca informació que hi havia en el món mèdic sobre les malalties mentals. Jaspers va dedicar molts anys de la seva vida en descobrir l'origen de les malalties mentals, encara que va abandonar l'activitat clínica i va especialitzar-se en psicologia.
Als 40 anys, va interessar-se per la filosofia i va esdevenir un famós filòsof. Jaspers va aplicar perspectives de la psicologia per desenvolupar la seva filosofia, que buscava el significat del ser i de l'existència. Va ser influït durant aquell període per l'obra de filòsofs existencialistes com ara Nietzsche i Kierkegaard. També va defensar les llibertats individuals i d'expressió durant tota la seva obra filosòfica. L'herència de Jaspers té dues vessants: l'hermenèutica fenomenològica, de la qual va deixar un notable llegat, i la seva obra filosòfica existencialista, que es resumiria en la llibertat individual i en la definició d'existència que va donar el filòsof:
| « | L'experiència indefinible de llibertat i possibilitat; una experiència que constitueix l'autèntic ser dels individus que són conscients de les situacions límits en controlar el patiment, els conflictes, la culpa, l'atzar i la mort. | » |

Conegut també és el seu anàlisi sobre la culpabilitat i actuació del poble alemany durant la Segona Guerra Mundial, tema fonamental del seu llibre La qüestió de la culpabilitat alemanya (1946). Va rebre el Premi Erasmus per la seva contribució a la construcció d'Europa i el Premi de la Pau del Comerç Llibreter Alemany.

## Biografia

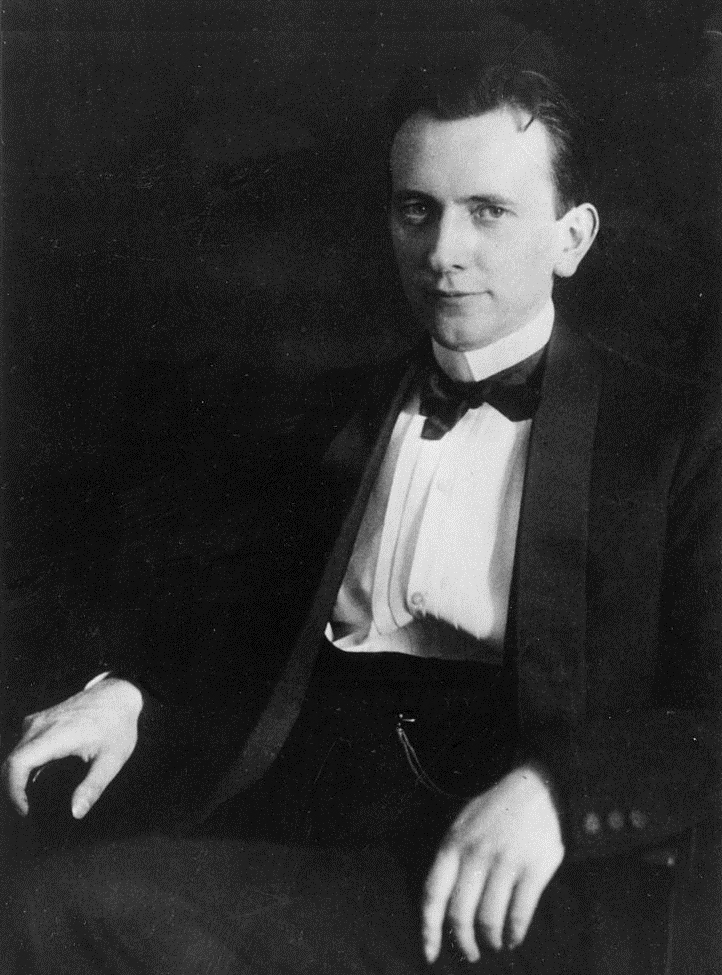
Karl Jaspers el 1910

Jaspers va néixer a Oldenburg el 1883 d'una mare d'una comunitat agrícola local i un pare jurista. Va mostrar un primer interès per la filosofia, però l'experiència del seu pare amb el sistema legal va influir sens dubte en la seva decisió d'estudiar dret a la Universitat de Heidelberg. Jaspers primer va estudiar dret a Heidelberg i més tard a Múnic durant tres semestres. Aviat va quedar clar que a Jaspers no li agradava especialment el dret, i el 1902 va passar a estudiar medicina amb una tesi sobre criminologia. El 1910 es va casar amb Gertrud Mayer (1879–1974), germana dels seus amics íntims Gustav Mayer i Ernst Mayer.
Jaspers va obtenir el seu doctorat en medicina a la Facultat de Medicina de la Universitat de Heidelberg el 1908 i va començar a treballar en un hospital psiquiàtric a Heidelberg amb Franz Nissl, successor d’Emil Kraepelin, Karl Bonhoeffer i Karl Wilmans. Jaspers va quedar insatisfet amb la manera com la comunitat mèdica de l'època abordava l'estudi de la malaltia mental i es va proposar millorar l'enfocament psiquiàtric. El 1913 Jaspers es va habilitar a la facultat de filosofia de la Universitat de Heidelberg i hi va obtenir el 1914 un lloc com a professor de psicologia. El càrrec més tard es va convertir en un de filosòfic permanent, i Jaspers mai va tornar a la pràctica clínica. Durant aquest temps, Jaspers era un amic íntim de la família Weber (Max Weber també havia ocupat una càtedra a Heidelberg).
El 1921, als 38 anys, Jaspers va passar de la psicologia a la filosofia, ampliant els temes que havia desenvolupat en els seus treballs psiquiàtrics. Es va convertir en un filòsof influent a Alemanya i resta d'Europa.
Després de la presa del poder nazi el 1933, es va considerar que Jaspers tenia una taca jueva (jüdische Versippung, en l'argot de l'època) a causa de la seva dona jueva, i es va veure obligat a retirar-se de l'ensenyament el 1937. El 1938 també va caure sota una prohibició de publicació. No obstant això, molts dels seus amics de molt de temps van estar al seu costat i va poder continuar els seus estudis i investigacions sense trobar-se totalment aïllat. Però ell i la seva dona van estar sota l'amenaça constant de ser traslladats a un camp de concentració fins al 30 de març de 1945, quan Heidelberg va ser ocupada per les tropes nord-americanes.
El 1948 Jaspers es va traslladar a la Universitat de Basilea a Suïssa. El 1963 se li va concedir la ciutadania honorífica de la ciutat d'Oldenburg en reconeixement dels seus èxits científics destacats i als seus serveis a la cultura occidental. Va romandre influent a la comunitat filosòfica i es va convertir en un ciutadà naturalitzat de Suïssa, vivint a Basilea fins a la seva mort en el 90è aniversari de la seva dona, el 1969.

## Contribucions a la psiquiatria
La insatisfacció de Jaspers amb la comprensió popular de la malaltia mental el va portar a qüestionar tant els criteris diagnòstics com els mètodes de la psiquiatria clínica. Va publicar un article l'any 1910 en què abordava el problema de si la paranoia era un aspecte de la personalitat o el resultat de canvis biològics. Tot i que no va abordar noves idees, aquest article va introduir un mètode d'estudi força inusual, almenys segons les normes vigents aleshores. De manera similar a Freud, Jaspers va estudiar els pacients amb detall, donant informació biogràfica sobre els subjectes d'estudi, així com notes sobre com se sentien els mateixos pacients sobre els seus símptomes. Aquest s'ha conegut com el mètode biogràfic i ara constitueix un puntal de la pràctica psiquiàtrica i especialment psicoterapèutica.

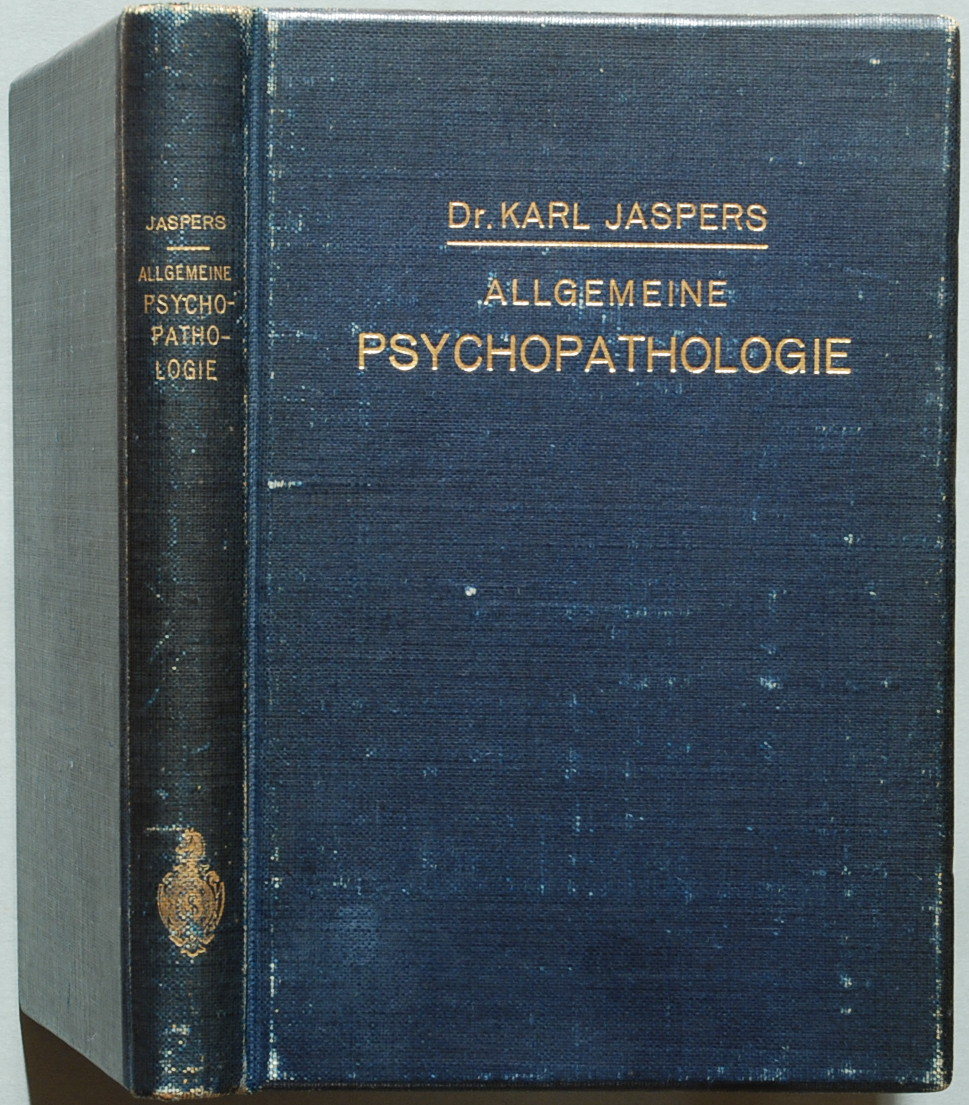
Karl Jaspers: Allgemeine Psychopathologie, primera impressió 1913

Jaspers va exposar les seves opinions sobre les malalties mentals en un llibre que va publicar el 1913, General Psychopathology. Aquest treball s'ha convertit en un clàssic de la literatura psiquiàtrica i molts criteris de diagnòstic moderns provenen d'idees que s'hi troben desenvolupades. Un dels principis centrals de Jaspers era que els professionals psiquiàtrics haurien de diagnosticar els símptomes de la malaltia mental (especialment la psicosi) per la seva forma més que pel seu contingut. Per exemple, en el diagnòstic d'una al·lucinació, és més important tenir en compte que una persona experimenta fenòmens visuals quan no hi ha estímuls sensorials que els expliquen, que no pas el que veu el pacient. El que veu el pacient és el contingut, però la discrepància entre la percepció visual i la realitat objectiva és la forma.
Jaspers pensava que els psiquiatres podien diagnosticar els deliris de la mateixa manera. Va argumentar que els metges no haurien de considerar una creença delirant basant-se en el contingut de la creença, sinó només en funció de la manera en què un pacient té aquesta creença. Jaspers també va distingir entre deliris primaris i secundaris. Va definir els deliris primaris com autòctons, és a dir, que sorgeixen sense causa aparent, semblant incomprensibles en termes d'un procés mental normal -aquest és un ús lleugerament diferent de la paraula autòctona que l'ús mèdic o sociològic habitual com a sinònim d'indígena. Els deliris secundaris, en canvi, els definia com aquells influïts pels antecedents, la situació actual o l'estat mental de la persona.
Jaspers considerava que els deliris primaris eren en última instància incomprensibles, ja que creia que no existia cap procés de raonament coherent darrere de la seva formació. Aquesta visió ha causat certa controvèrsia, i persones com RD Laing i Richard Bentall (1999, p. 133-135) l'han criticat, subratllant que aquesta posició pot portar els terapeutes a la complaença d'assumir que com que no entenen un pacient, el pacient està enganyat i una investigació addicional per part del terapeuta no tindrà cap efecte. Per exemple, Huub Engels (2009) argumenta que els trastorns de la parla esquizofrènics poden ser comprensibles, de la mateixa manera que ho és el discurs dels somnis d’Emil Kraepelin.

## Aportacions a la filosofia i la teologia
La majoria dels comentaristes associen Jaspers amb la filosofia de l'existencialisme, en part perquè es basa en gran part en les arrels existencialistes de Nietzsche i Kierkegaard, i en part perquè el tema de la llibertat individual impregna tota la seva obra. A Philosophy (3 vols, 1932), Jaspers va donar la seva visió de la història de la filosofia i va introduir els seus principals temes. Començant per la ciència i l'empirisme moderns, Jaspers assenyala que quan qüestionem la realitat, ens enfrontem a fronteres que un mètode empíric (o científic) simplement no pot transcendir. En aquest punt, l'individu s'enfronta a una opció: enfonsar-se en la desesperació i la resignació, o fer un salt de fe cap al que Jaspers anomena Transcendència. En fer aquest salt, els individus s'enfronten a la seva pròpia llibertat il·limitada, que Jaspers anomena Existenz, i finalment poden experimentar una existència autèntica.
La transcendència (aparellat amb el terme The Encompassing en obres posteriors) és, per a Jaspers, allò que existeix més enllà del món del temps i l'espai. La formulació de Jaspers de la transcendència com a no-objectivitat (o no-cosa) última ha portat a molts filòsofs a argumentar que, finalment, Jaspers es va convertir en monista, tot i que el mateix Jaspers va subratllar contínuament la necessitat de reconèixer la validesa dels conceptes tant de subjectivitat com d'objectivitat.
Encara que va rebutjar les doctrines religioses explícites, inclosa la noció d'un Déu personal, Jaspers va influir en la teologia contemporània a través de la seva filosofia de la transcendència i els límits de l'experiència humana. Les tradicions místiques cristianes van influir enormement en el mateix Jaspers, particularment les de Meister Eckhart i de Nicholas of Cusa. També es va interessar activament per les filosofies orientals, particularment el budisme, i va desenvolupar la teoria d'una Edat Axial, un període de desenvolupament filosòfic i religiós substancial. Jaspers també va entrar en debats públics amb Rudolf Bultmann, on Jaspers va criticar rotundament la desmitificació de Bultmann del cristianisme.
Jaspers va escriure extensament sobre l'amenaça a la llibertat humana que suposa la ciència moderna i les institucions econòmiques i polítiques modernes. Durant la Segona Guerra Mundial, va haver d'abandonar el seu lloc de professor perquè la seva dona era jueva. Després de la guerra va reprendre la seva posició docent, i en el seu treball La qüestió de la culpabilitat alemanya va examinar sense vergonya la culpabilitat d'Alemanya en el seu conjunt en les atrocitats del Tercer Reich de Hitler.
La següent cita sobre la Segona Guerra Mundial i les seves atrocitats es va utilitzar al final del sisè episodi de la sèrie documental de la BBC The Nazis: A Warning from History: «El que ha passat és un avís. Oblidar-ho és culpa. S'ha de recordar contínuament. Va ser possible que això passés, i segueix sent possible que torni a passar en qualsevol moment. Només en el coneixement es pot prevenir».
Les obres principals de Jaspers, llargues i detallades, poden semblar descoratjadores per la seva complexitat. El seu darrer gran intent d'una filosofia sistemàtica d'Existenz - Von der Wahrheit (Sobre la veritat) - encara no ha aparegut en anglès. Tanmateix, també va escriure obres més breus, sobretot Philosophy Is for Everyman. Els dos principals defensors de l'hermenèutica fenomenològica, és a dir Paul Ricœur (un estudiant de Jaspers) i Hans-Georg Gadamer (el successor de Jaspers a Heidelberg), mostren la influència de Jaspers en les seves obres.

## Opinions polítiques
Jaspers s'identificava amb la filosofia política liberal de Max Weber, tot i que rebutjava el nacionalisme de Weber. Va valorar favorablement l'humanisme i el cosmopolitisme i, influenciat per Immanuel Kant, va defensar una federació internacional d'estats amb constitucions, lleis i tribunals internacionals compartits. Es va oposar fermament al despotisme totalitari i va advertir sobre la tendència creixent cap a la tecnocràcia, o un règim que considera els humans com a simples instruments de ciència o d'objectius ideològics. També es mostrava escèptic amb la democràcia representativa. Així, va donar suport a una forma de govern que garantia la llibertat individual i un govern limitat, i compartia la creença de Weber que la democràcia havia de ser guiada per una elit intel·lectual. Les seves opinions també han sigut vistes per alguns autors com a anticomunistes.

## Influències
Jaspers va considerar que Kierkegaard i Nietzsche eren dues de les figures més importants de la filosofia postkantiana. A la seva recopilació, Els grans filòsofs ('Die großen Philosophen'), va escriure: «M'apropo a la presentació de Kierkegaard amb certa inquietud. Al costat de Nietzsche, o millor dit, anterior a Nietzsche, el considero el pensador més important de la nostra època postkantiana. Amb Goethe i Hegel, una època havia arribat a la seva conclusió, i la nostra manera de pensar predominant, és a dir, la positivista, científica natural, no es pot considerar realment com a filosofia». Jaspers també qüestiona si es podria ensenyar als dos filòsofs. Per a Kierkegaard, almenys, Jaspers va considerar que tot el mètode de comunicació indirecta de Kierkegaard impedeix qualsevol intent d'exposar correctament el seu pensament en qualsevol tipus d'ensenyament sistemàtic.

Encara que Jaspers era certament en deute intel·lectual amb Kierkegaard i Nietzsche, també deu molt a filòsofs més tradicionals, especialment a Kant i Plató. Walter Kaufmann argumenta a De Shakespeare a l'existencialisme que, tot i que Jaspers estava certament en deute amb Kierkegaard i Nietzsche, era el més proper a la filosofia de Kant:
| « | Jaspers és vist massa sovint com l'hereu de Nietzsche i Kierkegaard amb els quals està en molts aspectes menys proper que a Kant... Les antinòmies kantianes i la preocupació de Kant pel regne de la decisió, la llibertat i la fe s'han convertit en exemplars per a Jaspers. I tot i que Kant «va haver d'eliminar el coneixement per donar lloc a la fe», Jaspers valora Nietzsche en gran mesura perquè creu que Nietzsche va eliminar el coneixement, deixant així lloc a la "fe filosòfica" de Jaspers. | » |

En el seu assaig On My Philosophy, Jaspers afirma: «Quan encara era a l'escola, Spinoza va ser el primer. Kant es va convertir llavors en el filòsof per a mi i ho ha continuat sent... Nietzsche va guanyar importància per a mi més tard com la magnífica revelació del nihilisme i la tasca de vèncer-lo». Jaspers també està en deute amb els seus contemporanis, com Heinrich Blücher, de qui va prendre manllevat el terme el principi antipolític per descriure la destrucció d'un espai de resistència per part dels totalitarismes.